# Parelstuifzwam
De parelstuifzwam (Lycoperdon perlatum) is een schimmel behorend tot de familie Lycoperdaceae. Het is een witte stuifzwam. Wanneer deze buikzwam rijp is  komen de sporen vrij uit een centrale opening aan de bovenkant van het vruchtlichaam. 

## Uiterlijk

### Uiterlijke kenmerken
De parelstuifzwam is 3 tot 8 cm hoog en heeft de vorm van een omgekeerde peer. De witte kleur verandert geleidelijk aan naar bruin. De hoed en de bovenkant van de steel zijn met dicht opeenstaande wratten bezet (resten van het gescheurde velum), die gemakkelijk kunnen worden weggewreven.  Het vlees is bij jonge exemplaren wit, later verkleurend van geel naar olijfbruin. Het vlees wordt omgevormd tot sporen die dan ook olijfbruin zijn.
Jonge vruchtlichamen zijn eetbaar. Hij ruikt naar radijs en smaakt zacht.

### Microscopische kenmerken
De sporen zijn bolvormig, dikwandig, bedekt met fijn wratten en hebben een diameter van 3–4,5 μm. In KOH zijn ze groenachtig geel. De capillitia zijn geelbruin tot bruinachtig van kleur, hebben geen septen en hebben een diameter van 3 tot 7,5 μm. Ze zijn hyaliene tot olijfgroen of bruin in KOH. De basidia zijn knotsvormig, viersporig en meten 7–9 × 4–5 μm. Ze dragen vier slanke sterigmata van ongelijke lengte variërend van 5 tot 10 μm lang. De stekels aan het oppervlak zijn gemaakt van ketens van pseudoparenchymateuze hyfen (lijkend op het parenchym van hogere planten), waarin de individuele hyfencellen bolvormig tot elliptisch van vorm zijn, dikwandig (tot 1 μm), en meten 13-40 bij 9- 35 μm. Deze hyfen hebben geen gespen.

## Habitat
De parelstuifzwam wordt in zomer en herfst aangetroffen op humusrijke grond in loof- en naaldbossen. 

## Verspreiding
Een wijdverspreide soort met een bijna kosmopolitische verspreiding, er is melding gemaakt van Afrika (Kenia, Rwanda, Tanzania), Azië (China, Himalayagebergte, Japan, zuidelijk India Iran), Australië, Europa, Nieuw-Zeeland, en Zuid-Amerika (Brazilië). Het gevonden in subarctische gebieden van Groenland en subalpiene gebieden in IJsland. In Noord-Amerika, waar het wordt beschouwd als de meest voorkomende stuifzwam, varieert het verspreidingsgebied van Alaska tot Mexico, hoewel het minder gebruikelijk is in Midden-Amerika. De soort is populair op postzegels en is afgebeeld op postzegels uit Guinee, Paraguay, Roemenië, Sierra Leone en Zweden.
In België en Nederland is het een zeer algemeen voorkomende soort.

## Foto's

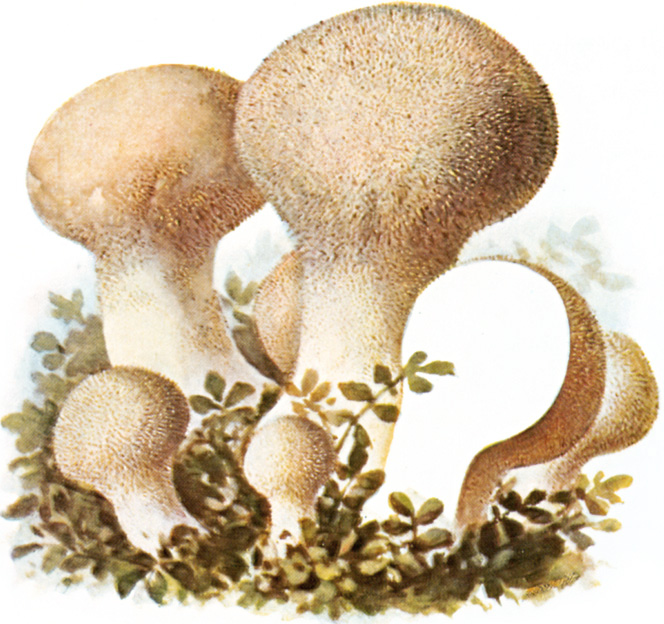
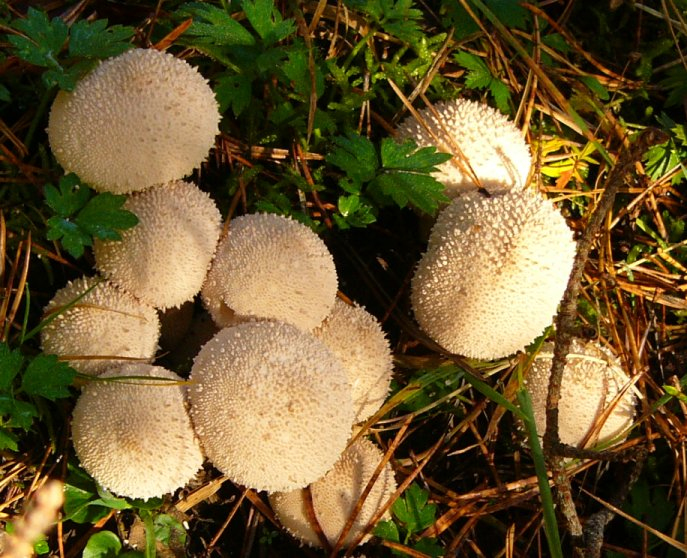
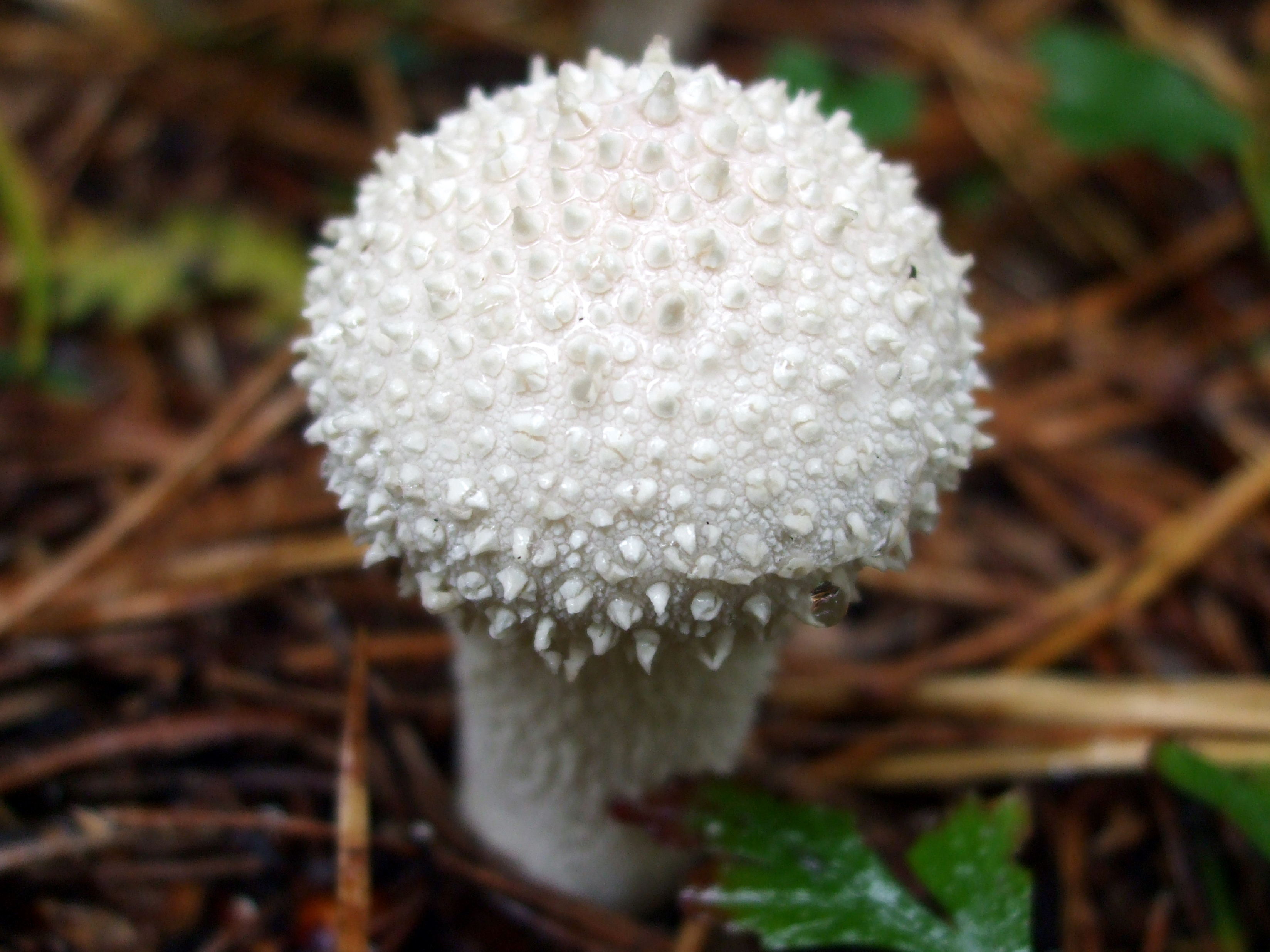
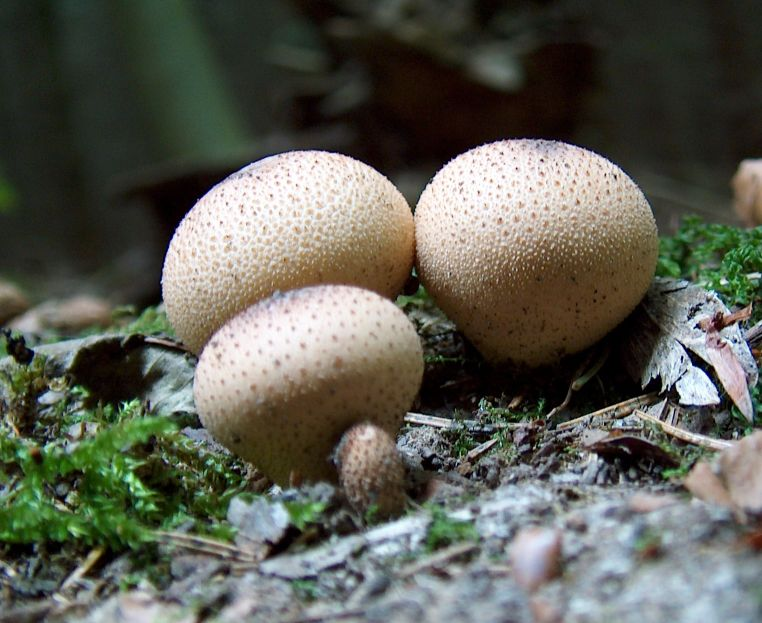
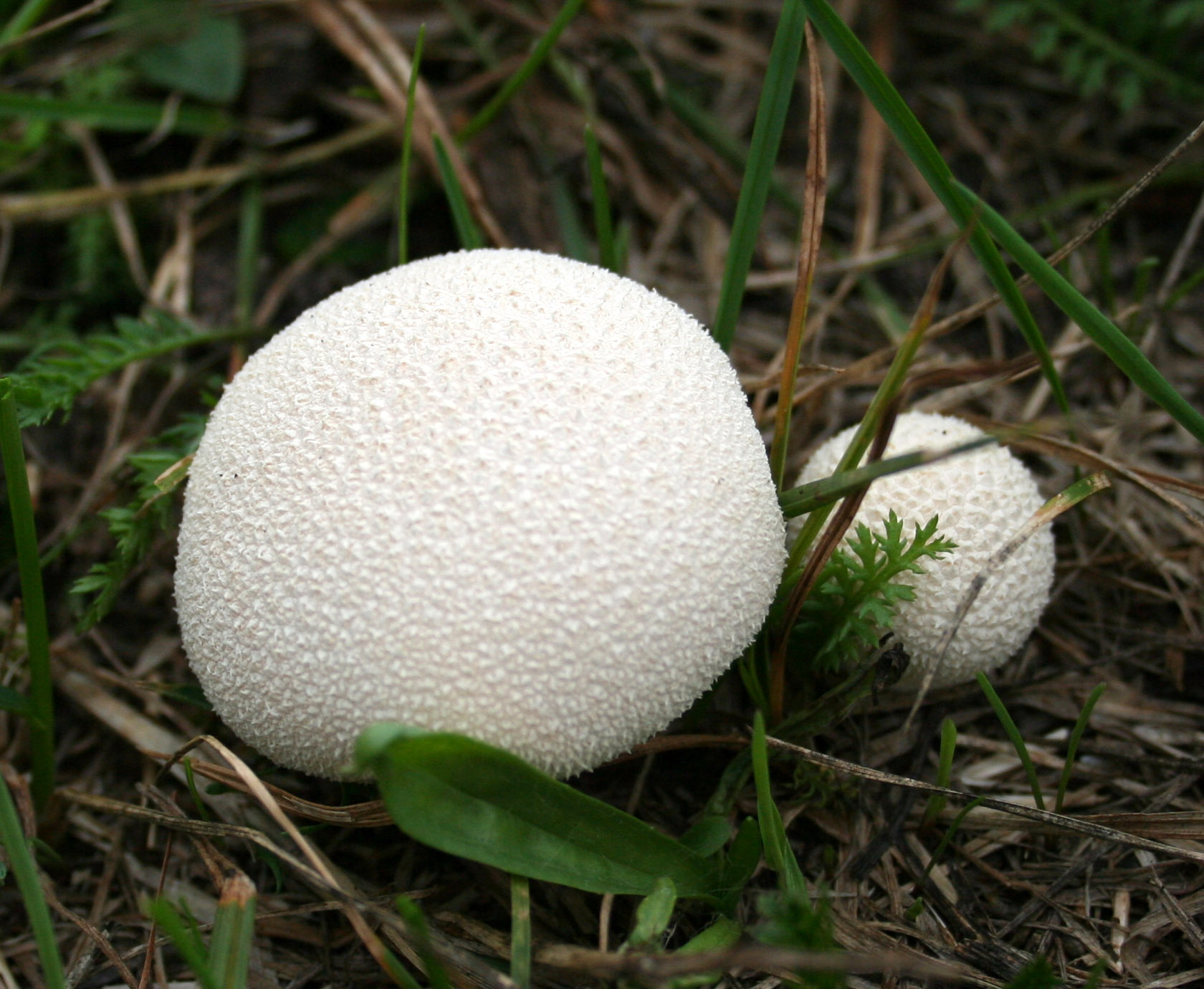
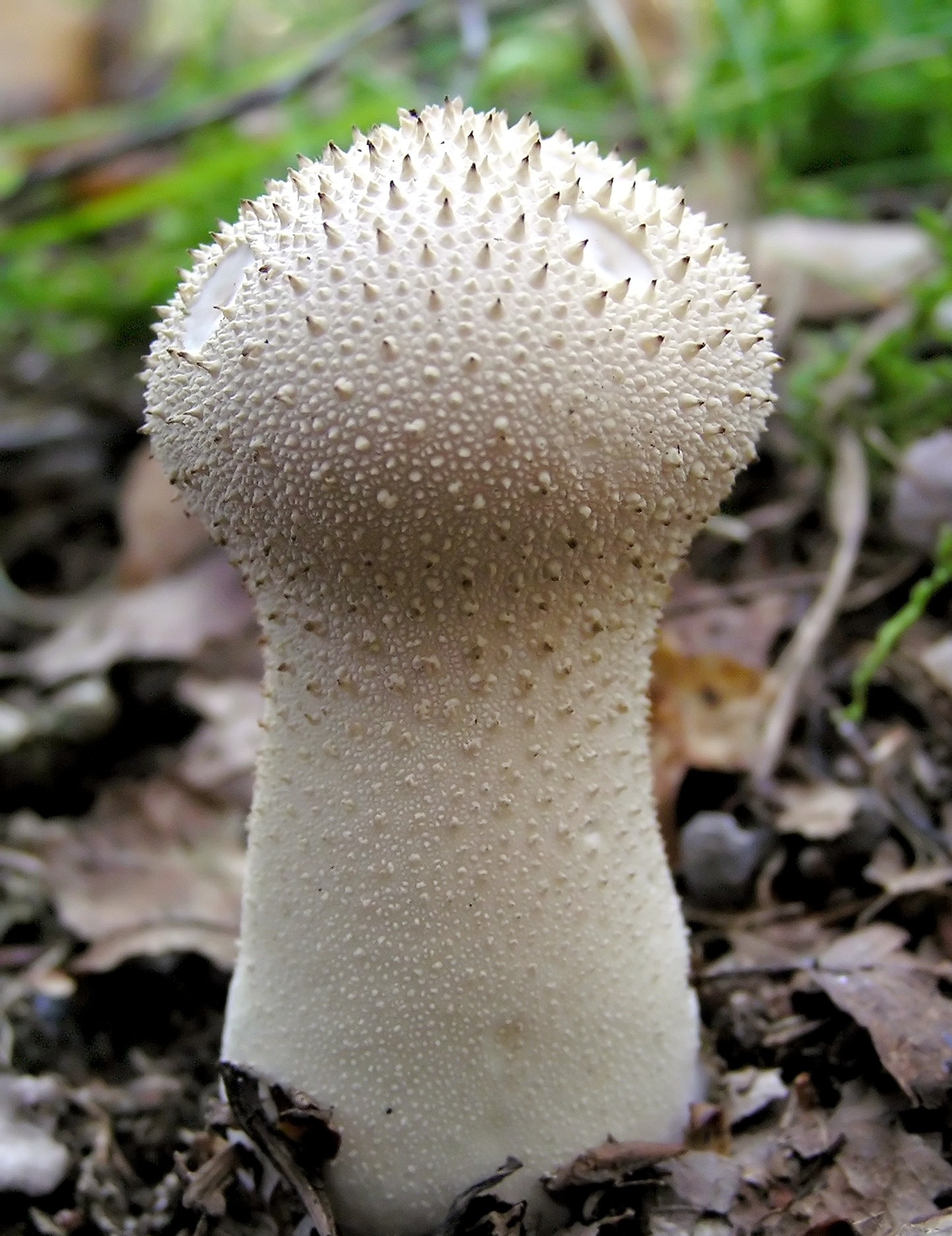
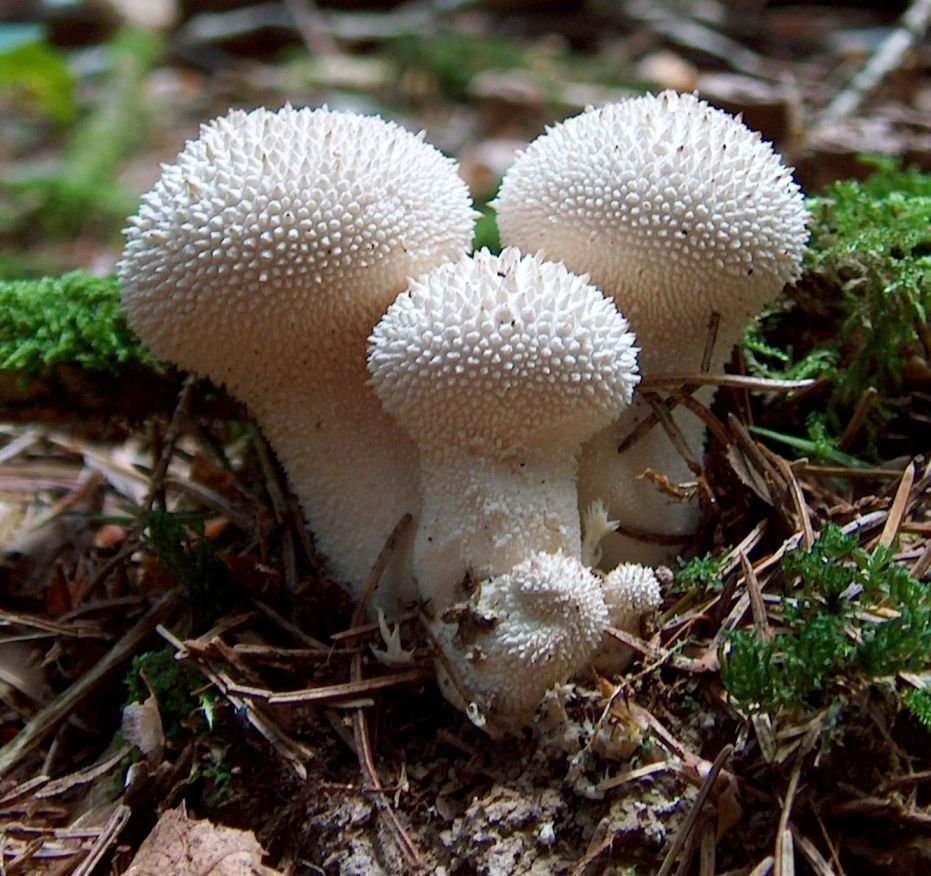
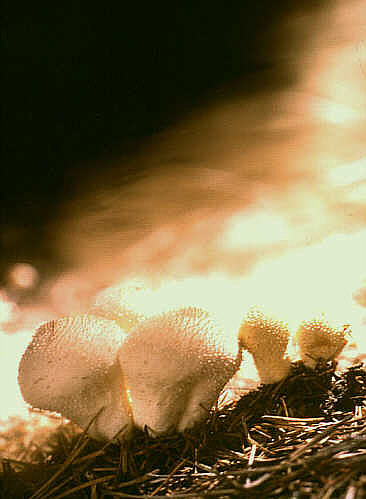
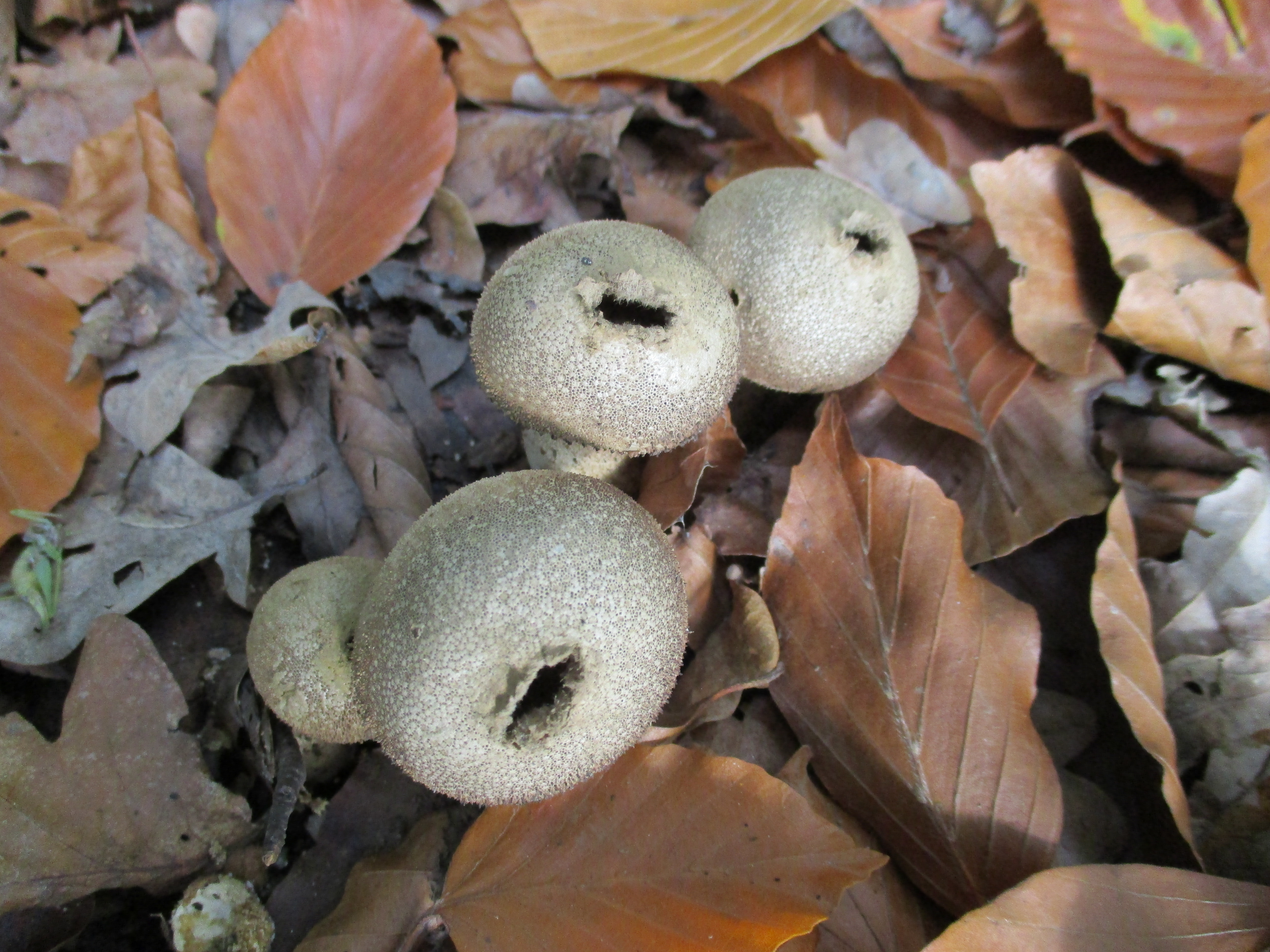
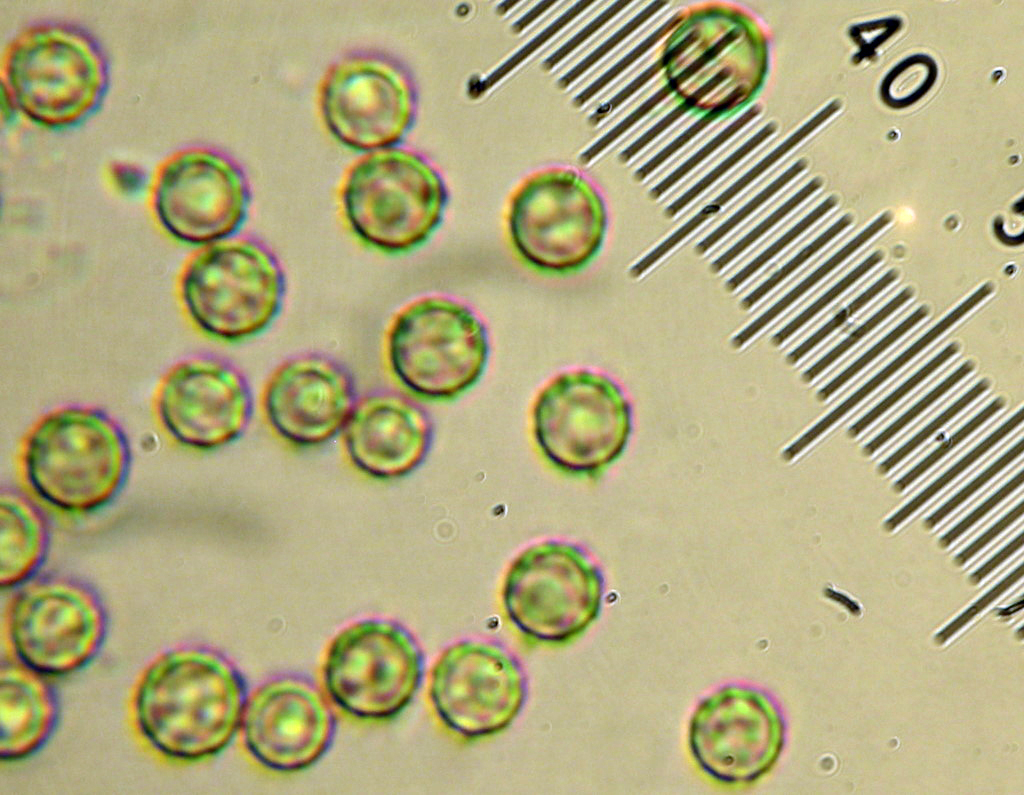
Sporen